# Despars (familie)
Despars was een Brugse familie, afkomstig uit Doornik, die internationale handel dreef, tot de adel opklom en talrijke bestuursfunctiers uitoefende.

## Oorsprong
De genealogie van de familie Despars werd door Nicolaas Despars opgemaakt en is, wat de eerste paar generaties betreft, niet honderd procent betrouwbaar. Volgens hem zou stamvader Philibert Despars al tot de adel hebben behoord en een riddertitel hebben gedragen.
Het is vooral in de vijftiende eeuw dat leden uit die familie fortuin wisten te verwerven, door het voeren van internationale handel. Ze gingen zich toen als edelen gedragen en het is niet uitgesloten dat ze daarbij ook de status van hun voorvaders wat opsmukten. 
Verschillende onder hen werden vooraanstaande internationale handelaars, vooral actief in de handel met Spanje en Portugal. Hun maatschappelijke status bracht ook mee dat ze talrijke overheidsfuncties bekleedden.
In de eerste helft van de zeventiende eeuw is de familie uitgestorven.

## Genealogie
- Philibert Despars
  - Rombout Despars (†1422), sneuvelde in de slag bij Tours, waar hij met de Fransen vocht tegen de Engelsen
    - Jan Despars. Hij trouwde met een de la Hamaide uit Doornik
      - Marc Despars (†3 maart 1477). Hij trouwde met Margaretha Metteneye (†14 mei 1475) en was de eerste van de familie om zich in Brugge te vestigen.
        - Jacob Despars (22 februari 1444-9 oktober 1500), kocht in februari 1484 samen met zijn broer Wouter de heerlijkheid Ten Berge in Koolkerke. Hij trouwde (1) met Elisabeth Louf. Hij trouwde (2) met Catharina Metteneye. Hij werd hoofdman van zijn sestendeel in 1485, 1487 en 1490; raadslid in 1488, 1489 en 1493; thesaurier in 1491 en 1495; burgemeester van de raad in 1490. Hij werd ook schout van Brugge en het Brugse Vrije. Hij verzamelde veel gegevens over de geschiedenis van Vlaanderen. Zijn kleinzoon Nicolaas zou hiervan gebruikmaken voor zijn Chronycke. Jacob mag niet verward worden met Jacob Despars (+1558), zoon van zijn broer Wouter (zie hieronder). 
          - Jacob Despars. Hij trouwde met Sofie de Waghenare. Het huwelijk bleef kinderloos.
          - Cornelius Despars (†1536). Hij trouwde met Catharine Strabant. Hij was raadslid van Brugge in 1507, 1514, 1518, 1626 en 1529, hoofdman in 1516, 1525, 1530 en 1535, schepen in 1532, burgemeester van de raad in 1533 en 1534. Hij was ook lid en proost van de Confrérie van het Heilig-Bloed.
            - Robert Despars (1514-1538), overleed in Parijs.
            - Marc Despars (30 april 1516-28 september 1569). Hij trouwde met Marie Tente. Het huwelijk bleef kinderloos. Hij werd schepen in 1560 en stierf tijdens zijn mandaat.
            - Nicolaas Despars (1522-1597). Hij trouwde met Anna Avesoete. Hij werd burgemeester van de schepenen van Brugge.
              - Cornelius Despars (1550-voor 1590)
              - Jacob Despars (1551-1593). Hij trouwde met Philippine de Briarde. Hij speelde een rol in het bestuur van het Brugse Vrije: burgemeester in 1567-68 en van 1571 tot 1574. Hij was schepen van het Noordkwartier van 1575 tot 1585. Hij trouwde pas op 2 januari 1593 en tijdens onlusten, enkele maanden later, vluchtte hij naar Kortrijk, waar hij op 11 oktober 1593 overleed.

        - Jan Despars (1449-). Hij trouwde met Anna Bave en vervolgens met Barbara Van de Velde. Hij kreeg acht kinderen, onder wie:
          - Marc Despars, die dominicaan werd
          - Jacob Despars, gestorven in Spanje

        - Wouter Despars, (ca. 1450-1515) internationaal handelaar. Hij trouwde met Josine Metteneye (†1526). Hij werd burgemeester van de schepenen van Brugge.
          - Jacob Despars (-6 mei 1558), werd schout en burgemeester van de schepenen van Brugge. 
            - Lodewijk Despars (-1558). Hij trouwde in 1552 met Marie van der Vlamincpoorte. Hij was raadslid van Brugge in 1549 en schepen in 1550.
            - Jacob Despars (1524-1622) werd schepen in 1559, hoofdman in 1560, raadslid in 1562, schepen in 1566, raadslid in 1567 en 1570, schepen in 1577, opnieuw schepen op 2 september 1584 (nieuw Spaans bestuur), opnieuw schepen in 1590 en van 1591 tot 1593. Van 1595 tot 1597 was hij burgemeester van de raad. Hij werd nog eens raadslid in 1608: hij was toen 82. Hij trouwde met Barbara de Landas.

    - Jacob Despars (-1459) werd arts en vervolgens kanunnik van het kapittel van Sint-Donaas. Hij werd arts bij de Franse koning Karel VI en nadien bij hertog Filips de Goede.